# André Simon (cyclisme)
Pour les articles homonymes, voir Simon et André Simon.
André Simon, né le 13 novembre 1987 et mort le 8 juin 2023 à Houston (Texas), est un coureur cycliste antiguais.

## Biographie

### Décès
En mai 2022, les cyclistes Sean Weathered, Ghere Coates and Tiziano Rosignoli ainsi que André Simon sont victimes d'un accident de la route lors d'un entraînement. Contrairement à ses compagnons d'entraînement, André Simon est gravement blessé. Il décède 13 mois après.

## Palmarès et résultats

### Palmarès par année
- 2012
  - Antigua & Barbuda Season Opener
  - 3e étape de la Father's Day Race
  - 3e étape des 3 Stage Race
  - 2e du championnat d'Antigua-et-Barbuda sur route
- 2013
  -  Champion d'Antigua-et-Barbuda sur route
  - Saint John's (ABACA Circuit Race)
  - 3 Stage Race :
    - Classement Général
    - 1re et 3e étapes

  - OECS Cycling Challenge
- 2014
  -  Champion d'Antigua-et-Barbuda du contre-la-montre
  - Fig Tree Hill Road Race
  - Scrubbo's Time Trial
- 2015
  - Antigua & Barbuda Season Opener
  - Fig Tree Hill Road Race
  - Robert Peters Race :
    - Classement général
    - 1re et 2e étapes

  - OECS Cycling Challenge
  - ABACA Circuit Race
  - 3 Stage Race :
    - Classement Général
    - 1re étape

  - Jason Bally Memorial
  - 2e du championnat d'Antigua-et-Barbuda sur route
  - 3e du championnat d'Antigua-et-Barbuda du contre-la-montre
- 2016
  -  Champion d'Antigua-et-Barbuda du contre-la-montre
  - Antigua & Barbuda Season Opener
  - Robert Peters Race :
    - Classement général
    - 1re et 2e étapes

  - Shirley Heights Challenge
  - 3e du championnat d'Antigua-et-Barbuda sur route

### Classements mondiaux
| Année            | 2015 | 2016 |
| ---------------- | ---- | ---- |
| UCI America Tour | 95e  | 134e |